# عثمان بقال
عثمان بقال (بالهولندية: Otman Bakkal) Otman Bakkal من مواليد 27 فبراير 1985 هو لاعب هولندي من أصل مغربي -من مدينة طنجة- يلعب في خط الوسط . كان يلعب لنادي بي إس في آيندهوفن الهولندي ثم انتقل الاعب إلى فريق فينورد روتردام

## مسيرته الكروية

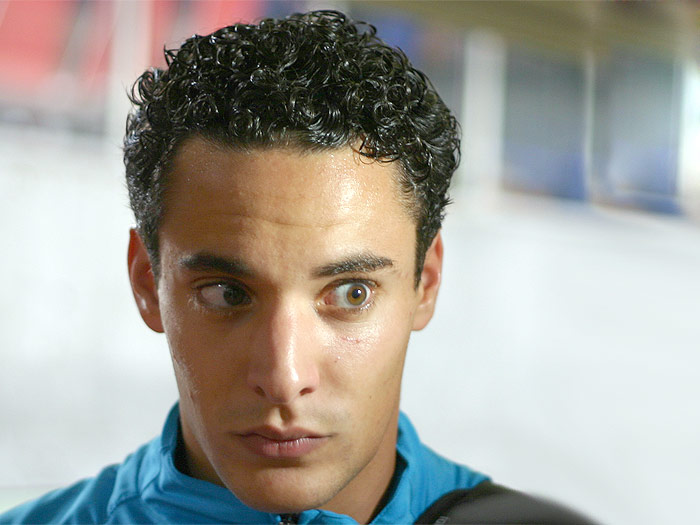
عثمان بقال

لعب عثمان بقال خلال مسيرته الاحترافية مع 6 أندية في اثنا عشر موسمًا وسجل خلالها 45 هدفًا ضمن 229 مباراة. حيث فاز في موسم واحد بالكأس وفي موسم واحد بالدوري.
خاض عثمان بقال مسيرته مع نادي آيندهوفن في موسم 2003–04 في المرة الأولى لمدة موسم واحد ثم في موسم 2007–08 ليلعب معه خمسة مواسم، مشاركًا طوالها في 118 مباراة سجل خلالها 25 هدفًا. ثم انتقل إلى نادي دين بوستش في موسم 2004–05 لمدة موسم واحد، حيث شارك في 6 مباريات ولم يسجل أي هدف. لينتقل بعدها إلى نادي إف سي آيندهوفن في موسم 2005–06 لمدة موسم واحد، مشاركًا في 33 مباراة سجل خلالها 8 أهداف. ثم انتقل إلى نادي تفينتي أنشخيدة في موسم 2006–07 لمدة موسم واحد، مشاركًا في 31 مباراة سجل خلالها 3 أهداف. هذا وانتقل لاحقًا إلى نادي فاينورد في موسم 2011–12 في المرة الأولى لمدة موسم واحد ثم في موسم 2013–14 لمدة موسم واحد، مشاركًا طوالها في 37 مباراة سجل خلالها 9 أهداف. ثم انتقل بعدها إلى نادي دينامو موسكو في موسم 2012–13 لمدة موسم واحد، مشاركًا في 4 مباريات ولم يسجل أي هدف.

## روابط خارجية
- عثمان بقال على موقع الاتحاد الدولي (مؤرشف)  (الإنجليزية)
- عثمان بقال على موقع إي إس بي إن إف سي (الإنجليزية)
- عثمان بقال على موقع قاعدة بيانات كرة القدم.إي يو (الإنجليزية)
- عثمان بقال على موقع ناشيونال فوتبول تيمز (الإنجليزية)
- عثمان بقال على موقع Soccerway.com (الإنجليزية)
- عثمان بقال على موقع عالم كرة القدم.نت (الإنجليزية)
- عثمان بقال على موقع أوليمبيديا (الإنجليزية)

صفحة الاعب في موقع كورة